# Odessa (Nowy Jork)
Odessa – wieś w Stanach Zjednoczonych, w stanie Nowy Jork, w hrabstwie Schuyler.